# 12 (число)
12 (двана́дцять) — натуральне число між 11 і 13. Також позначається словом дюжина. 12² = 144 за старих часів називалося гросом, а 12³ = 1728 називалося масою.

## Математика
- Дванадцять — складне число, найменше число з шістьма дільниками. Його належними дільниками є 1, 2, 3, 4 і 6.
- Прямокутне число.
- Третє п'ятикутне число.
- Перше надлишкове число.
- Єдиним нетривіальним (не рівним 0 або 1) квадратом серед чисел Фібоначчі є дванадцяте — 12².
- 10¹² називається трильйон, приставка SI: тера (Т).
- 10−¹² — позначається приставкою SI піко (п).
- 2¹² = 4096.
- Дванадцять є суперфакторіалом числа 3, тобто добутком перших трьох факторіалів.
- Основа дванадцяткової системи числення — одної з найзручніших систем числення (основа одночасна і не дуже велика, і має велике число дільників), проте практично не вживаною на практиці.

### Геометрія

Платонівський додекаедр

- Периметр класичного єгипетського трикутника із сторонами 3:4:5
- У тривимірному евклідовому просторі можна помістити максимум 12 непересічних куль одиничного радіусу, що дотикаються до даної кулі одиничного радіусу (див. Проблема тринадцяти куль)
- Многогранники:
  - Число вершин ікосаедра
  - Число граней додекаедра
  - Число ребер куба і октаедра
  - Порядок групи симетрій тетраедра, що зберігають орієнтацію
  - Число вершин напівправильного многогранника кубооктаедра, число граней подвійного йому ромбододекаедра, а також число вершин іншого напівправильного многогранника — зрізаного тетраедра
- Існує рівно 12 типів многогранників з 12 ребрами (Див. також: Дванадцятигранник)

## Хімія, фізика, астрономія
- Атомний номер магнію
- Стандартна Модель фізики елементарних частинок виділяє:
  - 12 лептонів, включаючи античастинки: {\displaystyle e^{-}/e^{+},\nu _{e}/{\overline {\nu }}_{e},\mu ^{-}/\mu ^{+},\nu _{\mu }/{\overline {\nu }}_{\mu },\tau ^{-}/\tau ^{+},\nu _{\tau }/{\overline {\nu }}_{\tau }}
  - 12 кварків, включаючи античастинки: {\displaystyle u/{\overline {u}},d/{\overline {d}},s/{\overline {s}},c/{\overline {c}},b/{\overline {b}},t/{\overline {t}}}
  - 12 бозонів: фотон, 3 важких бозона слабкої взаємодії ({\displaystyle W^{\pm },Z\,\!}), 8 глюонів
- Дві дванадцятигранні форми кристалів кубічної кристалографічної системи: ромбододекаедр і пентагондодекаедр.
- 1 моль визначається як кількість атомів 12 грамах ізотопу вуглецю {\displaystyle {}^{12}C}.
- 1 атомна одиниця маси (а. о. м.) становить 1/12 маси атому ізотопу вуглецю {\displaystyle {}^{12}C}.
- Дванадцятий супутник Юпітера — Ліситея (Лізістея).
- Астероїд 12 Вікторія названий на честь давньоримської богині перемоги, але малася на увазі також і королева Великої Британії Вікторія.
- Кулясте скупчення M12 [Архівовано 16 грудня 2005 у Wayback Machine.].
- Зірка Тау Кита (Tau Ceti) розташована в 12 світлових роках від Землі.

## Біологія, медицина, психологія
- У людини 12 пар ребер
- Дванадцятипала кишка — частина тонкої кишки людини від вихідного отвору шлунку до тонкої кишки.
- Дванадцять кроків — Програма видужання з узалежнення, описана послідовність внутрішньої зміни особистості, яку започаткували групи «Анонімних алкоголіків»
- B12 — кобаламін — один з необхідних вітамінів
- У гомеопатії для отримання гомеопатичних засобів традиційно використовують 12 основних мінеральних солей
- На руці 12 фаланг, якщо рахувати їх великим пальцем. Припускають, що саме з цього факту виникала дванадцяткова система числення.

## Історія, міфологія
- 12 знаків зодіаку.
- В античній міфології боги об'єднувалися в «пантеон» або «дванадцять олімпійських богів», проте склад цих «дванадцяти» в різний час визначався по-різному.
- Геракл зробив 12 подвигів
- 12 лицарів Круглого Столу
- 12 перів Франції (6 світських і 6 духовних).
- Дванадцять празьких статей — програма, висунута таборитами 5 серпня 1420.
- Дванадцять статей швабських селян — найпоширеніша узагальнена програма селянських вимог під час Селянської війни 1524-26 в Німеччині.
- Ядро організації ілюмінатів — Ареопаг — складалося з 12 чоловік
- 12 країн утворили НАТО в 1949 р.

## Релігія
- У Ісуса Христа було 12 учнів, згодом всі вони, за винятком Юди Іскаріота, стали апостолами. Замість нього 12 апостолом став Матфій
- Було 12 стовпів маніхейської віри
- Храм Соломона поділявся на 12 частин
- 12 синів Якова заснували 12 колін Ізраїлевих (Буття 49.28)
- В буддизмі процес переродження живих істот, був «колесом», що утворюється 12 ступенями
- Собор Дванадцяти Апостолів — собор в Кремлі (до 1681 церква Апостола Філіпа)
- Коли Аллах надіслав Мусі одкровення ударити по морю палицею, море розступилося, утворивши 12 проходів
- Зірка Давида має 12 кутів
- Двунадесяті свята — 12 найважливіших християнських свят в православ'ї
- В християнській традиції дванадцята ніч після Різдва — свято Богоявлення: з 5 на 6 січня за григоріанським календарем і з 18 на 19 січня за юліанським
- 12 — одна з п'яти можливих кількостей куполів в православному храмі
- Єврейська дівчинка проходить обряд «Бат-міцва» у віці дванадцяти років

## Література і мистецтво

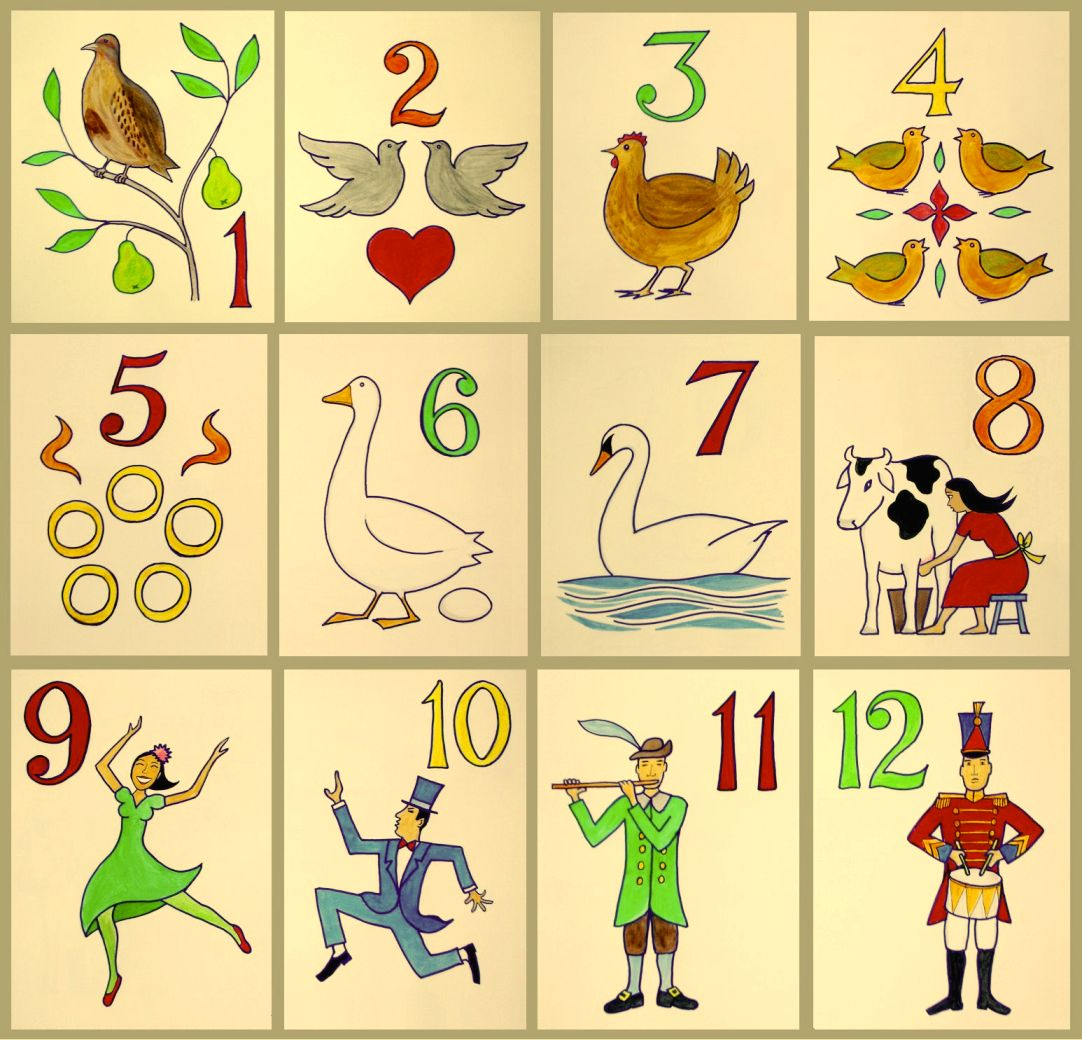
Дванадцять днів Різдва (The Twelve Days of Christmas)

### Художні фільми

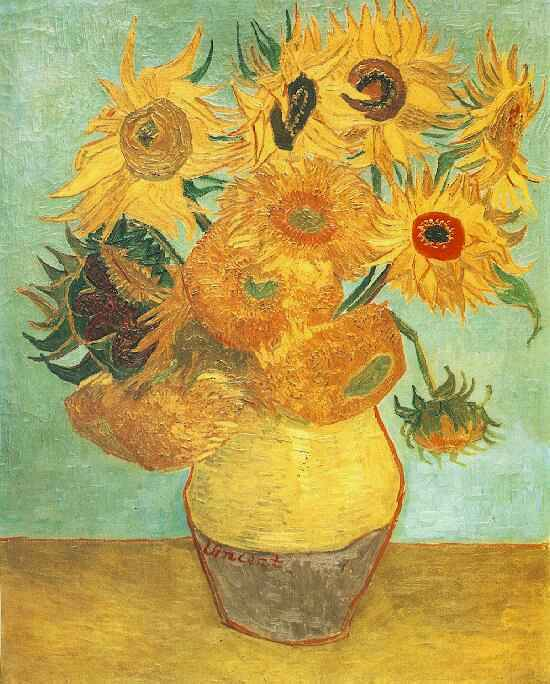
Вінсент ван Гог. 12 соняшників у вазі. 1888.